# Districte de Zofingue
El districte de Zofingue és un districte de Suïssa, al cantó d'Argòvia. El cap del districte és Zofingue, té 18 municipis, una superfície de 142.01 km² i 78.037 habitants (cens de 2023).

## Municipis

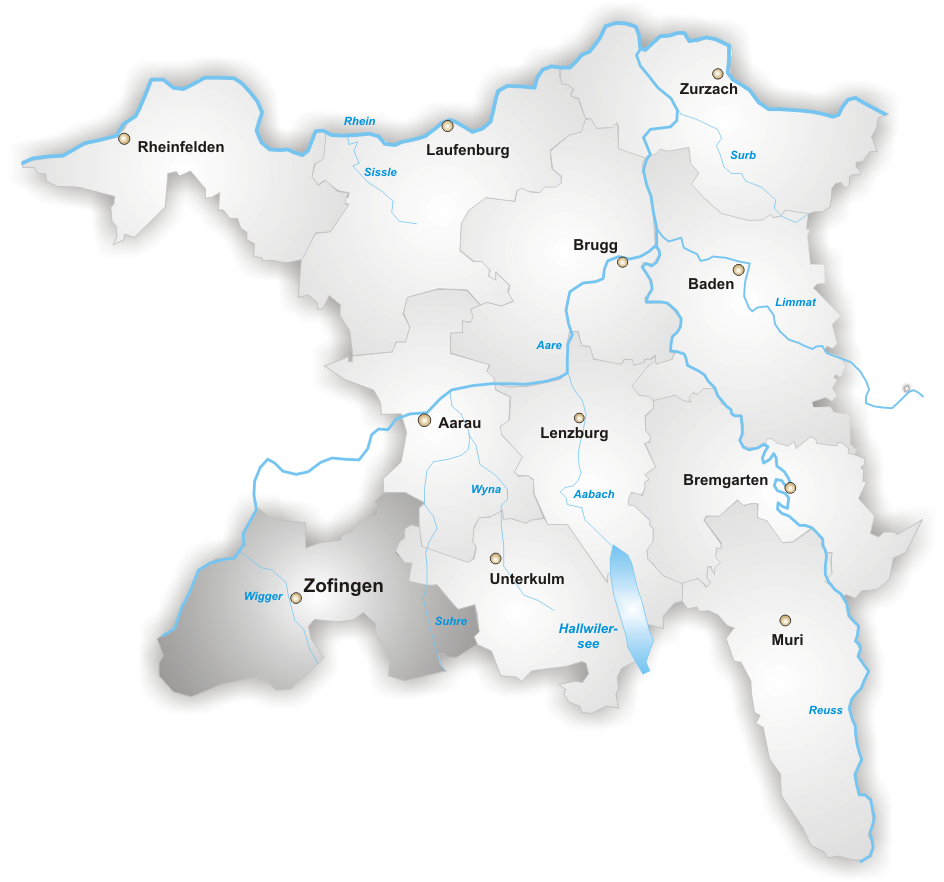
Districte de Zofingue

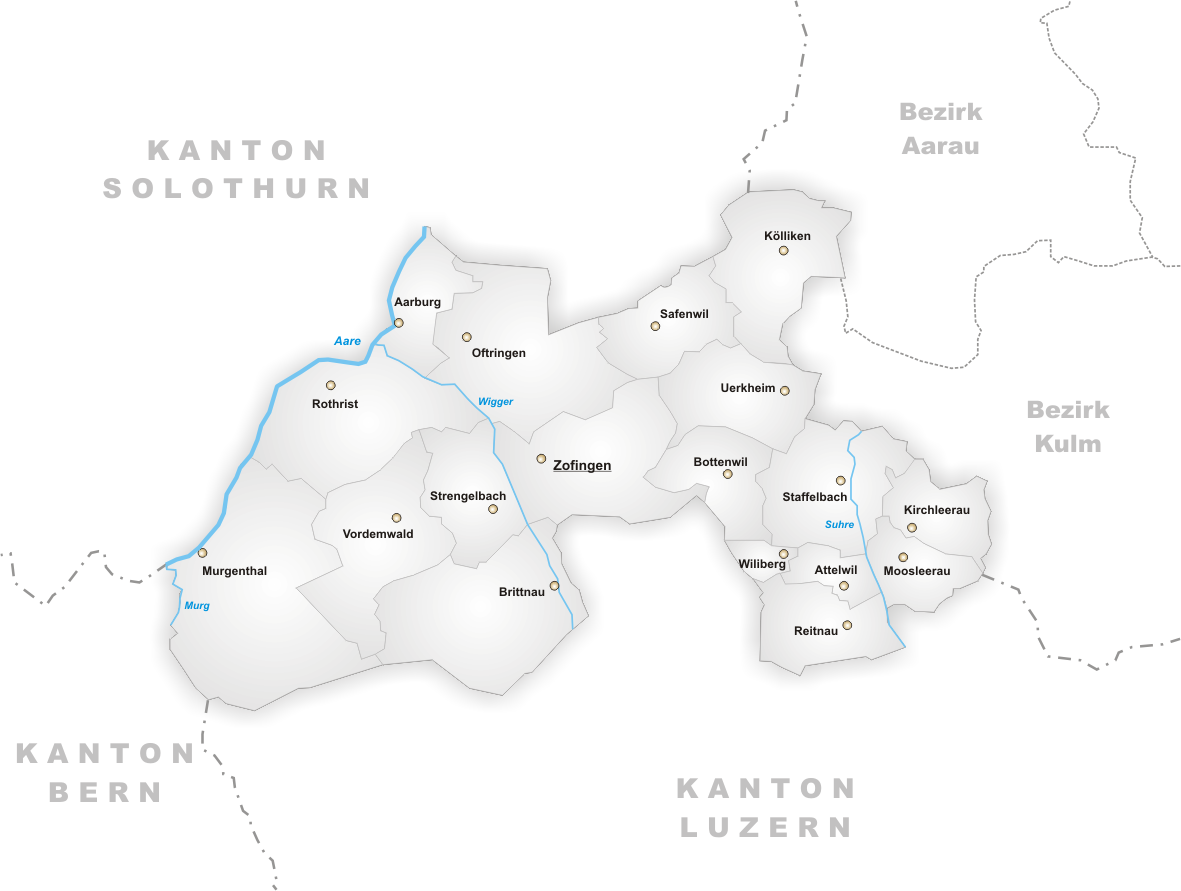
Municipis del districte de Zofingue

| Escut        | Municipi     | Habitants (31.12.2004) | Superfície en km² |
| ------------ | ------------ | ---------------------- | ----------------- |
| Aarburg      | Aarburg      | 6558                   | 4.41              |
| Attelwil     | Attelwil     | 304                    | 2.19              |
| Bottenwil    | Bottenwil    | 806                    | 5.10              |
| Brittnau     | Brittnau     | 3635                   | 13.67             |
| Kirchleerau  | Kirchleerau  | 769                    | 4.36              |
| Kölliken     | Kölliken     | 3954                   | 8.89              |
| Moosleerau   | Moosleerau   | 820                    | 3.81              |
| Murgenthal   | Murgenthal   | 2880                   | 18.61             |
| Oftringen    | Oftringen    | 10’568                 | 12.87             |
| Reitnau      | Reitnau      | 1144                   | 5.79              |
| Rothrist     | Rothrist     | 7174                   | 11.87             |
| Safenwil     | Safenwil     | 3128                   | 5.99              |
| Staffelbach  | Staffelbach  | 1040                   | 8.94              |
| Strengelbach | Strengelbach | 4239                   | 6.03              |
| Uerkheim     | Uerkheim     | 1291                   | 7.09              |
| Vordemwald   | Vordemwald   | 1699                   | 10.15             |
| Wiliberg     | Wiliberg     | 153                    | 1.17              |
| Zofingen     | Zofingue     | 10’210                 | 11.07             |